# Noblesse des Tess
Noblesse des Tess (12 mai 2001 - ) est une jument baie du stud-book Selle français, médaille de bronze par équipes lors de l'épreuve de saut d'obstacles des Jeux olympiques d'été de 2012, à Londres, avec le cavalier saoudien Kamal Bahamdam

## Histoire
Noblesse des Tess naît le  12 mai 2001 dans l'élevage de la famille de Jacques et Vincent Brohier, situé à Barbeville dans le Calvados. Elle débute sur le cycle classique sous la selle de Vincent Brohier, fils de l'éleveur, obtenant une mention « excellente » à 4 ans. Lorsque la jument a six ans, les marchands de chevaux  Walter Lapertot et Yves Lemaire l'achètent pour la confier au cavalier international Simon Delestre. Elle est finaliste à Fontainebleau, puis est vendue à six ans au Suisse Bertrand Darier, qui la garde sous la selle de Delestre.
En 2009, elle est confiée au cavalier Colombien René Lopez, qui la mène au niveau des Grand Prix internationaux, avec une 3ème place à la Coupe du Monde de Lyon, et une victoire au Grand Prix du CSI4* de Fontainebleau et au CSIO de La Baule. Edwina Tops-Alexander essaie la jument qui rejoint ses écuries pour un mois, mais elle est finalement confiée au cavalier saoudien Kamal Bahamdam.

## Palmarès

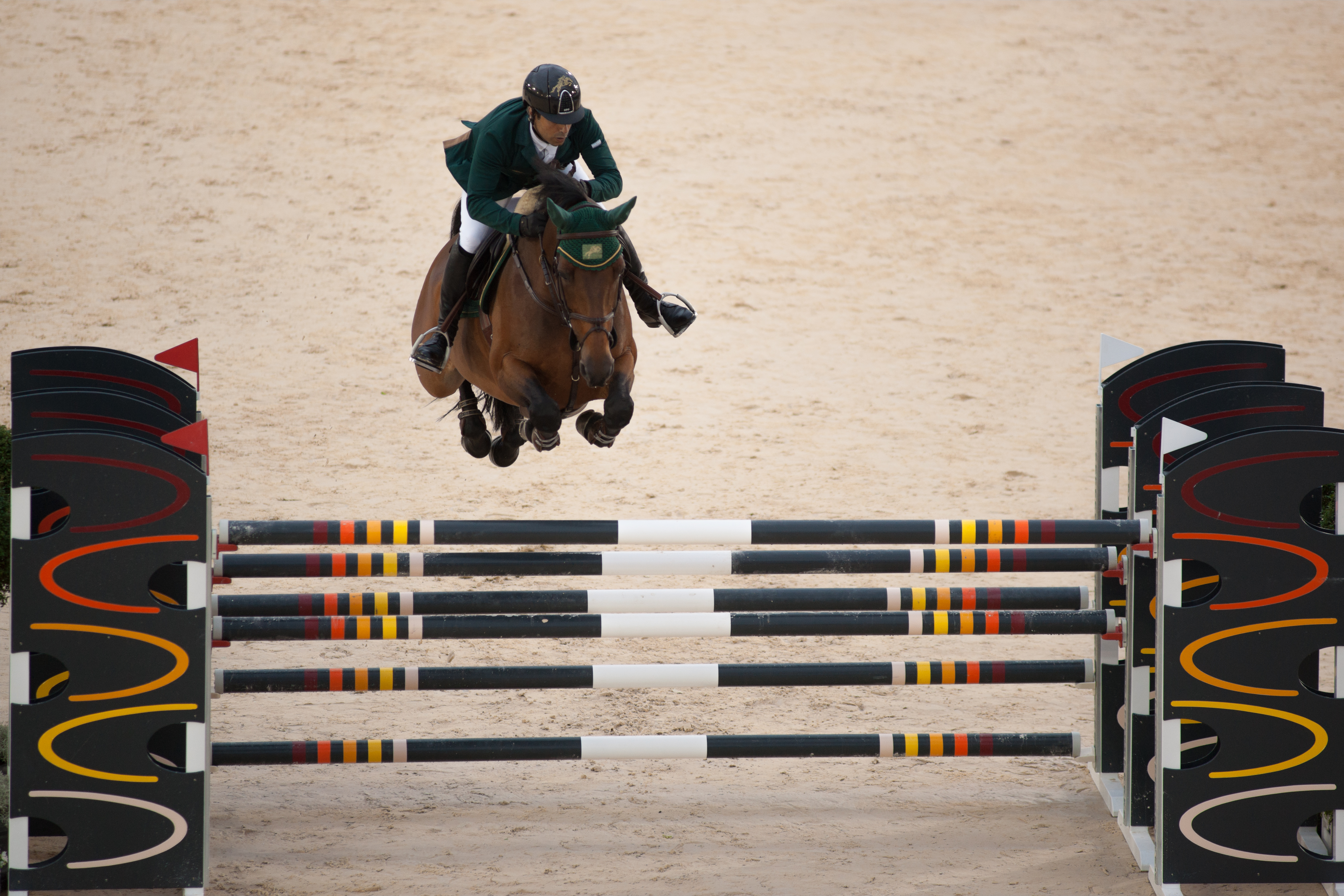
Kamal Bahamdan et Noblesse Des Tess au Longines Global Champions Tour de 2013

En 2011, la jument atteint un ISO (indice de saut d'obstacles) de 175.
- 2012 : médaille de bronze par équipes aux Jeux olympiques de Londres[1]